# Kärlek utan gränser, rik och fri
Kärlek utan gränser, rik och fri är en psalmssång med från 1889 med text och musik av Herbert Booth.

## Publicerad i
- Hemlandssånger 1891 som nr 219 under rubriken "Tron".
- Musik till Frälsningsarméns sångbok 1907 som nr 255.
- Samlingstoner 1919 som nr 82 under rubriken "Frälsningssånger ".
- Frälsningsarméns sångbok 1929 som nr 83 under rubriken "Inbjudning".
- Segertoner 1930 som nr 202.
- Frälsningsarméns sångbok 1946, som nr 58 under rubriken "Frälsning".
- Segertoner 1960 som nr 201.
- Frälsningsarméns sångbok 1968 som nr 66 under rubriken "Frälsning".
- Frälsningsarméns sångbok 1990 som nr 354 under rubriken "Frälsning".